# 福萨切西亚
福萨切西亚是意大利阿布鲁佐大区基耶蒂省的一个市镇。总面积30.18平方公里，人口6225人，人口密度206.3人/平方公里（2009年）。ISTAT代码为069033。